# کماندو (فیلم ۱۹۸۵)
کماندو (به انگلیسی: Commando) فیلم اکشن آمریکایی به کارگردانی مارک ال. لستر است. فیلم در سال ۱۹۸۵ و بازی آرنولد شوارزنگر در لوس آنجلس آمریکا ساخته‌شد. این فیلم نامزد جایزه بهترین جلوه‌های ویژه ساترن شد اما در نهایت این جایزه به بیگانه‌ها رسید.

## داستان
«جان ماتریکس» (شوارتزنگر)، رئیس سابق یک گروه عملیات مخفی ارتش آمریکا، بازنشسته شده و می‌خواهد زندگی آرامی را دور از شهر بگذراند. اما «ژنرال کربی» (اولسن)، رئیس سابقش، به او خبر می‌دهد که کسی در حال کشتن اعضای گروه او است، و بعدتر دخترش، «جنی» (میلانو) نیز ربوده می‌شود…